# Diospyros elephasii
Diospyros elephasii är en tvåhjärtbladig växtart som beskrevs av Paul Lecomte. Diospyros elephasii ingår i släktet Diospyros och familjen Ebenaceae. Inga underarter finns listade i Catalogue of Life.